# Spôjmaï Zariâb
Spôjmaï Zariâb, née à Kaboul en 1949, est une écrivaine afghane, exilée à Montpellier (France) en 1991. Elle vit actuellement à Paris. Elle a étudié au lycée franco-afghan Malalaï de Kaboul.

## Publications
- La Plaine de Caïn (traduit du persan par Didier Leroy), Éditions de l'Aube, 2001, 237 pages (première édition: Éditions Souffles, Paris, 1988),  (ISBN 9782876786608)
- Ces murs qui nous écoutent (édition bilingue, traduit du persan par Didier Leroy), Éditions L’Inventaire, Paris, 2000, 107 pages,  (ISBN 9782910490249)
- Dessine-moi un coq, Éditions de l'Aube, 2003,  (ISBN 9782876788367)
- (de) Wenn Katzen Menschen werden, Éditions Insel (Frankfurt), 2005, 109 pages  (ISBN 9783458172840)
- Les demeures sans nom, Éditions de l'Aube, 2010,  (ISBN 978-2-8159-0089-8)